# Tupili
Tupili ist eine Streusiedlung im nördlichen Teil des Departamento La Paz im südamerikanischen Andenstaat Bolivien.

## Lage  im Nahraum
Tupili liegt in der Provinz Franz Tamayo (früher „Caupolicán“) und ist die größte Siedlung im Kanton Aten im Municipio Apolo. Die Ortschaft liegt auf einer Höhe von 1501 m, 185 Kilometer Luftlinie nördlich des bolivianischen Regierungssitzes La Paz und 125 Kilometer nordöstlich des Titicaca-Sees.

## Geographie
Tupili liegt zwischen der östlichen Anden-Kette der Cordillera Real und der Vorandenkette der Serranía del Beu.
Die Region weist im Temperaturverlauf ein sehr ausgeglichenes Klima auf (siehe Klimadiagramm Apolo); die Durchschnittstemperatur liegt bei gut 20 °C, die monatlichen Durchschnittstemperaturen schwanken zwischen 21 °C von Oktober bis März und knapp 19 °C im Juni und Juli. Der Jahresniederschlag liegt im langjährigen Mittel bei etwa 1350 mm, der kurzen Trockenzeit im Juni und Juli mit Monatsniederschlägen unter 35 mm steht eine ausgedehnte Feuchtezeit mit bis zu 200 mm im Dezember und Januar gegenüber.

## Verkehrsnetz
Tupili liegt in einer Entfernung von 420 Straßenkilometern nördlich von La Paz der Hauptstadt des gleichnamigen Departamentos.
Von La Paz führt die asphaltierte Nationalstraße Ruta 2 in nordwestlicher Richtung 70 Kilometer bis Huarina, von dort zweigt die asphaltierte Ruta 16 nach Norden ab, die nach 98 Kilometern Escoma erreicht und dann als unbefestigte Piste auf weiteren 250 Kilometern über Charazani nach Apolo führt. Zehn Kilometer vor Apolo trifft die Ruta 16 auf die nach Südosten führende Ruta 26 Richtung Aten, der man zehn Kilometer folgt, um dann in eine nach Nordosten abzweigende Nebenstraße zu dem nur einen Kilometer entfernten Tupili zu fahren.

## Bevölkerung
Die Einwohnerzahl der Ortschaft ist in dem Jahrzehnt zwischen den beiden letzten Volkszählungen auf ein Mehrfaches angestiegen:
| Jahr | Einwohner         | Quelle       |
| ---- | ----------------- | ------------ |
| 1992 | keine Detaildaten | Volkszählung |
| 2001 | 118               | Volkszählung |
| 2012 | 647               | Volkszählung |
| 2024 |                   | Volkszählung |